# Hamdullah Hamdi
Hamdullah Hamdi (Göynük, 1449-1503) fou un poeta turc. Escrigué diversos tractats principalment religiosos, i un diwan de poesia. Altres obres foren una biografia mística, una llegenda àrab, una al·legoria, una biografia i un poema a Mahoma, i un llibre sobre fisionomia. La seva poesia fou molt popular al seu temps.